# Bulbophyllum rubrolabium
Bulbophyllum rubrolabium là một loài phong lan thuộc chi Bulbophyllum.